# Чорбівська волость
Чорбівська волость — адміністративно-територіальна одиниця Кобеляцького повіту Полтавської губернії з центром у селі Чорбівка.

Деякі поселення волості станом на 1859 рік:
- село Білоконівка
- село Чорбівка.

Старшинами волості були:
- 1904 року козак Євлампій Осипович Маньковський[2];
- 1913 року козак Андрій Федорович Ситник[3];
- 1915 року козак Марко Якимович Матвієнко[4].